# Karol Divín
Pour les articles homonymes, voir Divin (homonymie).
Karol Divín, né Karol Emil Finster le 22 février 1936 à Budapest (Hongrie) et mort le 6 avril 2022 à Brno (Tchéquie), est un patineur artistique tchécoslovaque. Il a remporté la médaille d'argent olympique en 1960.

## Palmarès
| Compétition | 1954 | 1955 | 1956 | 1957 | 1958 | 1959 | 1960 | 1961 | 1962 | 1963 | 1964 |
| Jeux olympiques d'hiver                                                                                              |      |      | 5e   |      |      |      | 2e   |      |      |      | 4e   |
| Championnats du monde                                                                                                |      | 5e   | 6e   |      | 6e   | 5e   |      | CA   | 2e   | 4e   | 3e   |
| Championnats d'Europe                                                                                                | 3e   | 3e   | 3e   | 2e   | 1er  | 1er  | F    |      | 2e   |      | 3e   |
| Championnats de Tchécoslovaquie                                                                                      | 1er  | 1er  | 1er  | 1er  | 1er  | 1er  | 1er  | 1er  | 1er  | 1er  | 1er  |
| Légende : F = Forfait ; CA = Championnats du monde 1961 annulés à cause de la catastrophe aérienne du vol 548 Sabena |      |      |      |      |      |      |      |      |      |      |      |